# Dichomeris rufusella
Dichomeris rufusella is een vlinder uit de familie van de tastermotten (Gelechiidae). De wetenschappelijke naam van de soort is voor het eerst geldig gepubliceerd in 2004 door Ponomarenko & T. Ueda.

## Type
- holotype: "male, 9.VIII.1987. leg. S. Moriuti et al."
- instituut: entomologisch laboratorium van OPU
- typelocatie: "Thailand, Nakhon Nayok, Khao Yai, ca. 800 m"